# Дезирлес
Клоди Фрич-Мантро (фр. Claudie Fritsch-Mentrop; Париз, 25. децембар 1952) позната под псеудонимом Дезирлес (фр. Desireless) француска је певачица. Између 1986. и 1988, њен хит сингл Voyage, voyage био је на месту број 1 у многим европским и азијским државама. Такође је продат у преко 5 милиона примерака.

## Дискографија
- François (1989)
- I Love You (1994)
- Ses Plus Grands Succès (2003)
- Un Brin de Paille (2004)
- More Love and Good Vibrations (2007)
- Le Petit Bisou (2009)
- More Love and Good Vibrations: Special Edition (2010)